# Asteroide de tipus A
Els asteroides de tipus A són un tipus asteroides relativament poc comuns del cinturó d'asteroides interior. Es caracteritzen per un fort espectre d'olivina a 1 μm i un espectre de color vermell molt pronunciat per sota de 0,7 μm. Una hipòtesi sobre el seu origen és el mantell d'un asteroide diferenciat.
El 2005, es va descobrir 17 asteroides de tipus A.